# Нісграу
Нісграу (нім. Niesgrau) — громада в Німеччині, розташована в землі Шлезвіг-Гольштейн. Входить до складу району Шлезвіг-Фленсбург. Складова частина об'єднання громад Гельтінгер-Бухт.
Площа — 9,89 км2. Населення становить 530 ос. (станом на 31 грудня 2020).